# Suttung
Suttung segundo a mitologia nórdica, era um gigante, pai de Gunnlod e avô de Bragi. Era filho de Gilling e irmão de Baugi.
Os seus pais foram mortos pelos irmãos Fjalar e Galar. Para "compensar" a morte deles, os irmãos deram a Suttung o Odrörir, onde se guardava o hidromel da poesia, o qual Suttung deixou à guarda da sua filha Gunnlod na montanha Hnitbjorg.